# المصنعة (جبلة)

تعديل مصدري - تعديل

المصنعة محلة تابعة لقرية علالة، التابعة لعزلة انامر اعلى بمديرية جبلة إحدى مديريات محافظة إب في الجمهورية اليمنية، بلغ تعداد سكانها 158 حسب تعداد اليمن لعام 2004.